# Sparegrisens filmrevy nr. 4
Sparegrisens filmrevy nr. 4  er en dansk dokumentarfilm fra 1957 produceret af Laterna Film, Sparekassernes Skoleopsparing A/S under redaktion af Klaus Rifbjerg. Filmens speak er leveret af Ebbe Neergaard. 

## Handling
1) Hvad vil du være? Fotograf: Lene har gennem skolen fået lov til at prøve, hvordan det er at være fotograf.
2) Frømænd: Opfindelsen af let undervandsudstyr har gjort havbundens forunderlige verden tilgængelig for menneskeøjne. En fiks lille plastikkasse gør det muligt at filme under vandet, og vi tager med på undervandsjagt.
3) Flyv med: Lisbeth bygger en drage, som hun dekorerer sammen med sin mor.